# 福建羊耳蒜
福建羊耳蒜（学名：Liparis dunnii）为兰科羊耳蒜属下的一个种。

## 扩展阅读
- 維基物種上的相關：福建羊耳蒜

1. ↑  . 中国珍稀濒危植物信息系统.   [2018年1月27日]. （原始内容存档于2018年1月27日） （中文）.